# Jardí botànic de París
El jardí botànic de París (Jardin botanique de la ville de Paris) està format per:
- Parc de Bagatelle dins el bois de Boulogne.
- Jardin des serres d'Auteuil dins el bois de Boulogne.
- Parc floral de Paris dins el bois de Vincennes.
- Arboretum de l'école du Breuil dins el bois de Vincennes.